# Liste der Mitglieder des Landtages (Freistaat Preußen) (3. Wahlperiode)
Die Liste enthält die Mitglieder des Landtages des Freistaates Preußen in der dritten Legislaturperiode von 1928 bis 1932.

## A
- Abel, Karl, KPD
- Albertz, Hermann, SPD (nachgerückt am 5. November 1930 für Wilhelm Schluchtmann)[1]
- Altegoer, Gustav, Z
- Amhoff, Paul, SPD (nachgerückt am 12. November 1931 für Friedrich Bartels)[1]
- Ausländer, Fritz, KPD

## B
- Bachem, Emma, Z (verstorben am 25. November 1929)
- Bachem, Julius, DNVP
- Badenberg, Albertine, Z
- Baecker, Paul, DNVP (seit 7. August 1930 fraktionslos, seit 14. Oktober 1930 DF/DL)
- Barteld, Adam, DDP (seit 1930 DStP)
- Bartels, Friedrich, SPD (verstorben am 11. November 1931)
- Bauer, Johann, SPD
- Baumhoff, Josef, Z
- Bayer, Friedrich, DVP
- Becker, Karl, KPD
- Behrens, Albert, SPD
- Benscheid, Adolf, KPD
- Berten, Peter, SPD
- Beuermann, August, DVP (verstorben am 15. Oktober 1930)
- Biester, Karl, DF/DHP
- Bischoff, Georg, WP
- Blum, Karl, SPD
- Boehm, Willy, DVP
- Boelitz, Otto, DVP
- Böschen, Heinrich, KPD
- Bohner, Theodor, DDP (seit 1930 DStP)
- Bollmann, Minna, SPD
- Borchert, Paul, WP
- Borck, Eldor, DNVP
- Borgmann, Wilhelm, DF/DHP (gewählt auf Landesliste der BLVP)
- Brandenburg, Ernst, SPD
- Brandes, Wilhelm, SPD
- Bräucker, Julius, SPD
- Braun, Otto, SPD
- Brecour, Wilhelm, SPD
- Brockmann, Johannes, Z
- Brückner, Eugen, SPD (verstorben am 4. August 1931)
- Brückner, Robert, WP
- Brüning, Heinrich, Z (ausgeschieden am 12. Juli 1929)
- Bruhn, Gustav, KPD
- Brunk, Ernst, DNVP
- Bubert, Walter, SPD
- Buchhorn, Josef, DVP
- Bugdahn, Paul, SPD
- Bundt, Gustav, DNVP
- Bundtzen, Hans, DNVP (seit 9. August 1930 fraktionslos, seit 15. Oktober 1930 DF/DL)

## C
- Campe, Rudolf, von, DVP
- Chajes, Benno, SPD
- Christange, Wilhelm, SPD
- Christian, Georg, DF/DL
- Christmann, Sofie, SPD
- Colosser, Otto, WP (ausgeschieden 1928)
- Conradt, Max, DNVP
- Cremer, Arnold, Z

## D
- Dannenberg, Otto, WP (seit 26. Januar 1931 fraktionslos, seit 7. Juli 1931 DStP)
- Dargel, Paul, NSDAP (eingetreten 1930)
- Deerberg, Friedrich, DNVP (ausgeschieden 1931)
- Dermietzel, Friedrich, DNVP
- Deter, Adolf, KPD
- Detten, Max von, WP (seit 12. Juni 1931 fraktionslos, seit 1. August 1931 Radikaler Mittelstand, seit 19. Dezember 1931 fraktionslos, seit 12. April 1932 NSDAP)
- Deutsch, Therese, DNVP (eingetreten 1928)
- Diel, Jacob, Z
- Dietrich, Emil, Z
- Dönhoff, Martha, DDP (seit 1930 DStP)
- Doht, Fritz, SPD
- Dolezych, Max, DNVP
- Donners, Karl, WP
- Drescher, Reinhold, SPD
- Drüggemüller, Willy, SPD
- Duddins, Walter, KPD

## E
- Eberle, Hugo, SPD
- Eberlein, Hugo, KPD
- Ebersbach, Emil, DNVP
- Effert, Johann, Z
- Eibes, Valentin, NSDAP (eingetreten 1932)
- Eichhoff, Franz, DVP
- Enz, Wilhelm, SPD
- Eynern, Hans von, DVP (ausgeschieden 1931)

## F
- Faber, Emil, SPD (verstorben am 15. Juni 1930)
- Falk, Bernhard, DDP (seit 1930 DStP)
- Farwick, Wilhelm, Z
- Faßbender, Martin, Z
- Fechner, Max, SPD
- Ferlemann, Karl, KPD
- Fink, Joseph, Z
- Fischer, Heinrich, DNVP (seit 9. August 1930 fraktionslos, seit 14. Oktober 1930 DF/DL)
- Fladung, Hans, KPD
- Flieg, Leopold, KPD
- Forst, Emil, SPD
- Fränken, Friedrich, KPD
- Franken, Paul, SPD
- Frankenthal, Käte, SPD (eingetreten 1930, seit 26. Dezember 1931 SAPD)
- Franz, Frieda, KPD (eingetreten 1931)[2]
- Franz, Julius, SPD
- Frenzel, Max, KPD (ausgeschieden im September 1929)
- Freter, Carl, SPD
- Fries, Fritz, SPD
- Fries, Philipp, SPD
- Fritsch, Otto, SPD
- Fritzsche, Ernst, DNVP

## G
- Garbe, Karl, SPD (verstorben am 30. Mai 1929)
- Garnier, Hubertus von, DNVP
- Gast, Hubert, Z (eingetreten am 9. Dezember 1930)
- Gauger, Wilhelm, DNVP (seit 9. August 1930 fraktionslos, seit 14. Oktober 1930 DF/DL)
- Gebhardt, Hermann, KPD (eingetreten 1930, seit 21. Oktober 1930 KPO, seit 19. März 1932 SAPD)
- Gehrmann, Carl, SPD
- Gehrmann, Karl, KPD
- Gersdorff, Wolf von, DNVP
- Giese, Elisabeth, Z
- Gieseler, Rudolf, DF/Völkisch Nationaler Block (seit 17. Februar 1930 DNVP, verstorben am 17. September 1931)
- Goldau, Franz, DNVP (seit 9. Juli 1929 fraktionslos, seit 1. Oktober 1929 DF/DL)
- Golke, Artur, KPD
- Golke, Elfriede, KPD
- Goll, Emil, DDP (seit 1930 DStP)
- Gottwald, Adolf, Z (ausgeschieden am 18. August 1930)
- Graef, Walther, DNVP (seit 23. Januar 1932 fraktionslos)
- Grass, Fritz, Z
- Grasse, Paul, KPD
- Graue, Dietrich, DDP (seit 1930 DStP)
- Graw, Josef, Z (verstorben am 16. Juni 1929)
- Grebe, Friedrich, Z (verstorben am 26. November 1931)
- Greßler, Julius, DDP (seit 1930 DStP)
- Grobis, Paul, KPD
- Grötzner, August, SPD
- Gronowski, Johannes, Z
- Großke, Hermann, WP
- Grube, Ernst, KPD
- Grüter, Franz, WP
- Grundmann, Robert, DVP (eingetreten 1931)
- Grzesinski, Albert, SPD
- Grzimek, Günther, DDP (seit 1930 DStP)
- Günther, Robert, DNVP

## H
- Haake, Heinrich, NSDAP
- Haas, August, SPD
- Haase, Wilhelm, WP
- Haese, Otto, SPD
- Hagemann, Josef, Z
- Hallensleben, Emil, DVP
- Hamburger, Ernst, SPD
- Hanna, Gertrud, SPD
- Hansmann, Wilhelm, SPD
- Harnisch, Hermann, SPD
- Harsch, Peter, Z
- Hartmann, Gustav, DDP (seit 1930 DStP)
- Hartwig, Theodor, SPD
- Hauff, Bruno, DDP (seit 1930 DStP)
- Hebborn, Gerhard, Z
- Hecken, Bernhard, DNVP (seit 9. August 1930 DF/DL (ständiger Gast))
- Heidenreich, Robert, DVP
- Heilmann, Ernst, SPD
- Heimann, Max, DVP
- Hein, Wilhelm, DNVP
- Heinrich, Fritz, DVP (nachgerückt 1930 für August Beuermann)
- Heitmann, August, SPD
- Helfenberger, Karl, SPD
- Helfers, Rosa, SPD
- Hellwig, Max, WP
- Helmers, Hans, DVP
- Henkel, Fritz, Z (verstorben am 9. März 1932)
- Hensen, Peter, Z
- Herold, Carl, Z (verstorben am 13. Januar 1931)
- Hertwig, Katharina, DNVP
- Heß, Joseph, Z (verstorben am 4. Februar 1932)
- Heßberger, Maria, Z
- Hestermann, Gustav, WP
- Hielscher-Panten, Elsa, DNVP
- Hillenbrand, Karl, Z (eingetreten am 15. Juli 1929)
- Hillger, Hermann, DNVP
- Hinkler, Paul, NSDAP (eingetreten am 10. Oktober 1930)
- Hirsch, Paul, SPD
- Hirtsiefer, Heinrich, Z
- Hitz, Ewald, DNVP
- Hönig, Johannes, Z (eingetreten am 23. August 1930)
- Höpker-Aschoff, Hermann, DDP (seit 1930 DStP)
- Hörsing, Otto, SPD
- Hoff, Ferdinand, DDP (seit 1930 DStP)
- Hoffmann, Adolph, SPD (verstorben am 1. Dezember 1930)
- Hoffmann, Otto, DNVP
- Hoffmann, Paul, KPD
- Hofmann, Karl, Z (verstorben am 12. Juli 1928)
- Hollmann, Ludwig, DVP
- Howe, Johann, DNVP
- Huster, Heinrich, Z

## I
- Iversen, Willy, DVP

## J
- Jacoby-Raffauf, Wilhelm, Z
- Jakob, Josef, Z
- Jakobs, Mathias, SPD
- Jaletzky, Emil, Z
- Janotta, Erhard, SPD
- Janssen, Johannes, DNVP
- Jaspert, August, DNVP
- Jendretzky, Hans, KPD
- Jendrosch, Friedrich, KPD
- Jensen, Toni, SPD
- Johanssen, Adolf, DVP
- Jordans, Theodor, Z
- Jourdan, Berta, SPD
- Jürgensen, Jürgen, SPD
- Justi, Heinrich, DNVP (seit 9. August 1930 fraktionslos, seit 14. Oktober 1930 DF/DL, seit 20. Januar 1932 DNVP)

## K
- Kaasch, Wienand, KPD
- Kähler, Luise, SPD
- Kahl, Fritz, SPD
- Kahmann, Fritz, KPD (eingetreten 1928)
- Kanitz, Gerhard von, DVP
- Kappertz, Hans, SPD (eingetreten 1930)
- Kasper, Wilhelm, KPD
- Kaßner, Walter, KPD (eingetreten 1930)
- Kasten, Hermann, SPD
- Kaufhold, Joseph, DNVP
- Kaufmann, Franz Alexander, DNVP
- Kaufmann, Karl, NSDAP (ausgeschieden 1930)
- Keller, Georg, DF/DL (seit 9. März 1932 NSDAP (ständiger Gast), seit 12. April 1932 NSDAP)
- Kenkel, Eduard, DNVP
- Kerff, Wilhelm, KPD
- Kerrl, Hanns, NSDAP
- Kickhöffel, Karl Hans, DNVP
- Kirchmann, Karl, SPD
- Kirschmann-Röhl, Elisabeth, SPD (verstorben am 21. September 1930)
- Klamt, Hermann, WP
- Klaußner, Georg, SPD
- Klein, Richard, DNVP (seit 6. Juli 1931 fraktionslos, seit 23. November 1931 DF/DL, seit 12. April 1932 NSDAP)
- Kleinert, August, SPD
- Kleinmeyer, Josef, SPD
- Kleinspehn, Johannes, SPD
- Kliesch, Georg, DNVP (seit 4. Dezember 1929 fraktionslos, seit 22. Januar 1930 CSVD)
- Kloft, Christian, Z
- Klupsch, Franz, SPD
- Kniest, Wilhelm, DDP (seit 1930 DStP)
- Koch, Julius, DNVP
- Koch, Julius, SPD
- Koch, Karl, DNVP
- Kölges, Max, Z
- König, Christoph, SPD
- König, Wilhelm, KPD (seit 25. März 1930 fraktionslos)
- Koennecke, Hans, DNVP
- Köthenbürger, Bernhard, Z
- Kohrt, Carl, WP (seit 9. Dezember 1931 fraktionslos)
- Kossen, Johannes, Z (eingetreten am 26. November 1931 für Friedrich Grebe)
- Krämer, August, DVP
- Kraft, Carl, SPD
- Kreker, Ernst, Z
- Kriege, Johannes, DVP
- Kries, Wolfgang von, DNVP
- Krischick, Johann, DNVP
- Kröger, Berta, SPD
- Krückel, Werner Josef, Z (nachgerückt am 27. November 1929 für Emma Bachem)[1]
- Krüger, Wilhelm, SPD
- Kube, Wilhelm, NSDAP
- Kulesza, Anny von, DVP
- Kunert, Karoline, SPD
- Kuntze, Alexander, SPD
- Kuttner, Erich, SPD

## L
- Lademann, Max, KPD
- Ladendorff, Carl, WP
- Lang, Josef, SPD
- Lange, Richard, Z
- Lange-Windhof, Heinrich, DNVP
- Langer, Walter, DVP
- Lau, Johannes, SPD
- Lauer, Amalie, Z
- Lauscher, Albert, Z
- Lehmann, Paul, SPD
- Leidig, Eugen, DVP
- Leinert, Robert, SPD
- Leonhardt, Adolf, WP (seit 24. Oktober 1931 DStP)
- Lepper, Fritz, DNVP (eingetreten 1930)
- Leps, Georg, KPD
- Letterhaus, Bernhard, Z
- Leurs, Theodor, DNVP (eingetreten 1931)
- Lewerentz, Friedrich, SPD
- Ley, Robert, NSDAP
- Lindner, Wilhelm, DNVP (seit 15. Januar 1930 fraktionslos, seit 22. Januar 1930 CSVD)
- Linneborn, Johannes, Z
- Loenartz, Friedrich, Z (verstorben am 29. März 1929)
- Logemann, Diederich, DNVP
- Lohmann, Richard, SPD
- Lohse, Hinrich, NSDAP
- Losenhausen, Paul, DVP
- Ludewig, Johanna, KPD
- Lüdicke, Paul, DNVP (verstorben 1931)
- Lukassowitz, Victor, DNVP

## M
- Maaßen, Wilhelm, Z
- Maderholz, Georg, SPD
- Mainzer, Rudolf, SPD
- Mallach, Paul, Z
- Mantke, Joseph, Z
- Marckwald, Hans, SPD (seit 5. März 1932 SAPD)
- Maretzky, Oskar, DNVP (eingetreten 1930)
- Martin, Richard, DNVP
- Mehlis, Theodore Sophie, DNVP (eingetreten im Oktober 1928 für Werner von Mirbach)
- Mehrhof, Heinrich, SPD
- Meier, Karl, DVP
- Meier, Otto, SPD
- Meistermann, Artur, Z
- Mentz, Otto, WP (eingetreten am 10. Juli 1928, seit 31. Januar 1932 fraktionslos, seit 8. Februar 1932 DNVP)
- Menzel, Gustav, KPD (verstorben am 10. Oktober 1930)
- Merker, Paul, KPD
- Merten, Otto, DDP (seit 1930 DStP)
- Mertins, Ferdinand, SPD
- Metzenthin, Erich, DVP
- Metzinger, August, Z
- Meyer, August, SPD (verstorben am 1. Dezember 1929)
- Meyer, Ernst, KPD (verstorben am 2. Februar 1930)
- Meyer, Hermann, SPD
- Meyer, Karl, DNVP (seit 4. Dezember 1929 fraktionslos, seit 22. Januar 1930 CSVD)
- Meyer, Konrad, DNVP
- Meyer, Theodor, DVP
- Michel, Willy, SPD
- Milberg, Theodor, DNVP (ausgeschieden 1928)
- Mirbach, Werner von, DNVP (verstorben am 11. Oktober 1928)
- Moelders, Theodor, KPD
- Möller, Alex, SPD
- Moericke, Franz, KPD
- Mohrbotter, Wilhelm, DF/DHP
- Müller, Ernst, SPD
- Müller, Karl, SPD
- Müller, Karl, SPD
- Müller, Oskar, KPD
- Müller, Robert, DNVP
- Müller, Theodor, SPD (eingetreten 1931, verstorben am 27. Februar 1932)
- Müller, Willy, DF/DL
- Mursch, Richard, DNVP

## N
- Neddermeyer, Robert, KPD
- Neumann, Hedwig, KPD
- Neumann, Ilse, DNVP
- Neumann, Josef, DVP
- Noack, Ilse, DNVP
- Nölting, Wilhelm Erik, SPD
- Nonn, Mathias, SPD
- Nowak, Emanuel, SPD
- Nuschke, Otto, DDP (seit 1930 DStP)

## O
- Obendiek, Wilhelm, KPD (seit Januar 1929 fraktionslos, danach SPD)
- Oberdörster, Ernst, KPD
- Obermeyer, Karl, SPD
- Obuch, Gerhard, KPD
- Oelze, Friedrich, DNVP
- Oestreicher, Annemarie, SPD
- Osterroth, Nikolaus, SPD
- Ostwald, Richard, SPD
- Otter, Karl, SPD
- Otto, Reinhold, DDP (verstorben am 17. März 1930)
- Oventrop, Anna, SPD

## P
- Paetzel, Wilhelm, SPD
- Papen, Franz von, Z (eingetreten im Februar 1930 für Theodor Roeingh)
- Perschke, Karl, WP
- Peters, Hermann, SPD
- Petry, Johann, Z (eingetreten am 6. Februar 1932)
- Peucker, Franz, Z
- Pieck, Wilhelm, KPD (ausgeschieden am 14. Juni 1928)
- Pingel, Franz, Z (eingetreten 1929)
- Pischke, Hermann, DVP
- Plehwe, Karl von, DNVP
- Poelder, Bernhard, SPD
- Pohl, Bertram, DF/VRP
- Pohle, Kurt, SPD (eingetreten 1932)
- Ponfick, Hans, DF/DL
- Porsch, Felix, Z (verstorben am 8. Dezember 1930)
- Posadowsky-Wehner, Arthur von, DF/VRP
- Prelle, Johannes, DF/DHP

## Q
- Querengässer, Paul, DNVP (seit 30. Juli 1930 DF/DL, seit 11. Februar 1932 fraktionslos)

## R
- Raddatz, Erich, KPD (eingetreten im Juni 1928 für Wilhelm Pieck, seit 6. März 1930 fraktionslos, seit 5. März 1931 SPD)
- Rannow, Otto, DNVP
- Rau, Heinrich, KPD
- Rautenberg, August, SPD (eingetreten 1929)
- Rechenberg, Freda von, DNVP (eingetreten 1931)
- Rehbein, Karl, KPD (seit 3. Januar 1929 fraktionslos, seit 12. April 1929 SPD)
- Rhiel, Andreas, Z
- Rhode, Werner, WP (seit 2. August 1931 Radikaler Mittelstand)
- Rickers, Gehrt, SPD
- Riedel, Oswald, DDP (seit 1930 DStP)
- Rittershaus, Emil, DNVP (eingetreten 1931)
- Rödder, Rudolf, Völkisch Nationaler Block (eingetreten 1931 für Rudolf Gieseler, seit 3. Oktober 1931 CSVD, seit 20. Februar 1932 DNVP, ausgeschieden 1932)
- Roeingh, Theodor, Z (ausgeschieden am 13. Februar 1930)
- Röhle, Paul, SPD
- Rösler, Heinrich, SPD
- Rohr, Hansjoachim von, DNVP
- Rose, Hermann, DVP
- Rosenfeld, Siegfried, SPD
- Rudnitzki, Franz, SPD
- Rüffer, Paul, DNVP
- Rürup, Heinrich, Z
- Ryneck, Elfriede, SPD

## S
- Sabath, Gustav, SPD
- Schadow, Wilhelm, SPD
- Schaefer, Gustav, DNVP
- Schallock, Richard, SPD
- Schamer, Paul, Z
- Schellknecht, Otto, WP
- Schiftan, Franz, DVP
- Schlag, Otto, KPD
- Schluchtmann, Wilhelm, SPD (verstorben am 2. November 1930)
- Schmelzer, Josef, Z
- Schmidt, Albert, Z
- Schmidt, Alfred, KPD (seit 3. Januar 1929 KPO)
- Schmidt, Franz, WP
- Schmidt, Hermann, Z
- Schmidt-Hoepke, Alfred, WP
- Schmiljan, Alfred, DDP (seit 1930 DStP)
- Schmitt, Jakob, DF/DL
- Schmitt, Johann, SPD (eingetreten 1929)
- Schmitz, Helene, SPD
- Schößler, Wilhelm, SPD (eingetreten am 27. Dezember 1929)
- Schreiber, Walther, DDP (seit 1930 DStP)
- Schröder, Ernst, DVP
- Schröder, Karl, SPD
- Schubert, Hermann, KPD
- Schüling, Hermann, Z
- Schulte, Fritz, KPD (ausgeschieden 1930)
- Schulz, Karl, KPD
- Schulze-Stapen, Reinhard, DNVP (ausgeschieden 1930)
- Schuster, Hermann, DVP
- Schwarzhaupt, Wilhelm, DVP
- Schwecht, Ludwig, DNVP
- Schwenk, Paul, KPD
- Schwering, Leo, Z
- Schwieger, Max, DVP
- Seipold, Oskar, KPD (eingetreten Anfang 1930, seit 22. Februar 1930 Linke Opposition der KPD)
- Selbmann, Fritz, KPD (eingetreten am 4. Oktober 1930)
- Semmler, Wilhelm, DNVP (verstorben am 15. März 1931)
- Severing, Carl, SPD
- Siering, Wilhelm, SPD
- Simon, Max, SPD
- Skjellerup, Johann, KPD
- Sobottka, Gustav, KPD
- Spohr, Elisabeth, DNVP
- Stahl, Emil, SPD
- Stahlhofen, Ludwig, Z (eingetreten am 3. April 1929 für Friedrich Loenartz)
- Steffens, Wilhelm, DVP
- Steger, Christian, Z
- Steiger, Heinrich, Z
- Steinbrecher, Georg, SPD (eingetreten 1930)
- Steinfurth, Erich, KPD (eingetreten am 7. Oktober 1929)
- Steinhoff, Werner, DNVP
- Stemmler, Ferdinand, Z
- Stendel, Ernst, DVP
- Stephan, Carl, SPD
- Steuer, Lothar, DNVP
- Stieler, Georg, Z
- Stoffels, Elisabeth, Z
- Stolt, Georg, KPD (eingetreten 1931)
- Straube, Fridolin, DNVP
- Streiter, Georg, DVP (eingetreten 1931)
- Stünzner-Karbe, Karl von, DNVP
- Szillat, Paul, SPD

## T
- Thiele, Adolf, SPD (verstorben am 22. Dezember 1929)
- Thiele, Hermann, Z (eingetreten am 15. Januar 1931)
- Thöne, Hedwig, DVP
- Thomas, Helene, SPD (eingetreten 1932)
- Tiling, Magdalene von, DNVP
- Traudt, Valentin, SPD
- Tunkel, Rudolf, KPD (seit 16. März 1932 fraktionslos)

## U
- Ulbrich, Else, DNVP (seit 11. Januar 1930 fraktionslos, seit 22. Januar 1932 CSVD)

## V
- Verhülsdonk, Eduard, Z
- Voigt, Gustav, DNVP (seit 4. Mai 1929 fraktionslos, seit 10. Mai 1929 WP, seit 29. August 1930 fraktionslos, seit 20. Oktober 1930 DF/DL (ständiger Gast), seit 15. März 1932 fraktionslos)
- Voigt, Jane, DVP
- Volkmer, Georg, Z
- Vollmers, Claus, DF/DL

## W
- Wachenheim, Hedwig, SPD
- Wachhorst de Wente, Friedrich, DDP (seit 1930 DStP)
- Waldthausen, Wilhelm von, DNVP
- Walter, Auguste, SPD
- Wangenheim, Walrab von, DF/DHP
- Watter, Helene von, DNVP
- Wegner, Kurt, SPD (eingetreten 1931)
- Wegscheider, Hildegard, SPD
- Weidemann, Wilhelm, SPD
- Weiner, Karl, SPD
- Weinrich, Karl, NSDAP (eingetreten am 14. Oktober 1930)
- Weisemann, Ewald, DNVP
- Weißermel, Franz, DNVP
- Wellmann, Alwine, SPD
- Wende, Adolf, DNVP
- Wenzlaff, Gustav, DNVP
- Werdes, Karl, DF/DL
- Wessel, Helene, Z
- Wester, Fritz, Z (eingetreten am 16. Juli 1928)
- Wick, Richard, SPD
- Wiemer, Otto, DVP (verstorben am 11. Februar 1931)
- Wigand, Friedrich, DVP
- Wilke, Hermann, SPD
- Winckler, Johann Friedrich, DNVP
- Winckler, Arthur, WP (eingetreten 1931)
- Winterfeld, Friedrich von, DNVP
- Winterich, Jean, KPD (verstorben am 27. Juni 1931)
- Winzer, Wilhelm, SPD
- Wittmaack, Ernst, SPD
- Wohlgemuth, Antonie, SPD
- Wojtkowski, Paul, KPD
- Wollweber, Ernst, KPD
- Wronka, Gertrud, Z
- Wunderlich, Frieda, DDP (eingetreten am 19. März 1930 für Reinhold Otto, seit 1930 DStP)
- Wurm, Louis, DVP
- Wuschick, Adolf, SPD

## Z
- Zachert, Eduard, SPD
- Zawadzki, Konstantin, Z
- Zeitlin, Leon, DDP (seit 1930 DStP)
- Ziegenrücker, Emil, DF/Völkisch Nationaler Block (seit 17. Februar 1930 DNVP, seit 25. April 1932 fraktionslos)
- Ziemann, Otto, DNVP
- Zietlow, Fritz, NSDAP (eingetreten im März 1932)
- Zigahl, Angela, Z
- Zobel, Paul, KPD